# علم الوجود النباتي
علم الوجود النباتي أو أنتولوجيا النبات (PO) هي مجموعة من الأنتولوجيات التي طورها اتحاد أنتولوجيا النبات. تصف هذه الأنتولوجيات البني التشريحية ومراحل النمو والتطوير في الفيريديبلانتاي (النباتات الخضراء). وتُخصص أنتولوجيا النبات لاستخدامات متعددة، منها علم الوراثة وعلم الجينوم وعلم الأنماط الظاهرية والنمو وعلم التصنيف والنظاميات والتطبيقات الدلالية والتعليم.

## الجهات المشاركة في المشروع
- جامعة ولاية أوريغون
- الحديقة النباتية في نيويورك
- ليبرتي هايد بايلي هورتوريوم في جامعة كورنيل
- مشروع "إنسيمبل"
- قاعدة بيانات "صويبيز"
- هندسة وبروتوكول الويب الدلالي البسيط (SSWAP)
- شركة إس جي إن
- جراميني
- مصدر معلومات أرابيدوبسس (TAIR)
- قاعدة بيانات "مايز جي دي بي"
- جامعة ميزوري في سانت لويس
- الحديقة النباتية في ميزوري

## وصلات خارجية
- Plant Ontology Consortium
- Gramene
- TAIR
- MaizeGDB
- NASC
- SoyBase